# Обу (село)
Обу (фр. Aubous) насеље је и општина у југозападној Француској у региону Аквитанија, у департману Атлантски Пиринеји која припада префектури По.
По подацима из 2011. године у општини је живело 51 становника, а густина насељености је износила 13,49 становника/km². Општина се простире на површини од 4 km². Налази се на средњој надморској висини од 205 метара (максималној 255 m, а минималној 124 m).

## Демографија
| 1962. | 1968. | 1975. | 1982. | 1990. | 1999. | 2011. |
| ----- | ----- | ----- | ----- | ----- | ----- | ----- |
| 77    | 64    | 57    | 65    | 48    | 53    | 51    |

График промене броја становника у току последњих година